# Dria Paola
Pour les articles homonymes, voir Paola.
Dria Paola, née Pietra Giovanna Matilde Adele Pitteo le 21 novembre 1909 à Rovigo dans la région de la Vénétie et morte le 12 novembre 1993 à Rome dans la région du Latium, est une actrice italienne, principalement connue pour avoir été l'une des interprètes principales du premier film sonore italien, La canzone dell'amore de Gennaro Righelli.

## Biographie
Elle fait ses débuts au cinéma en 1926 avec un petit rôle dans le péplum Les Derniers jours de Pompéi de Carmine Gallone. Elle donne ensuite la réplique à Marcello Spada (it) et Vasco Creti dans le premier film d'Alessandro Blasetti, Sole, en 1929.
En 1930, elle est l'une des interprètes principales du premier film sonore italien, La canzone dell'amore de Gennaro Righelli aux côtés d'Isa Pola, ce qui lui apporte une certaine notoriété à travers l'Italie.
Après le décès de son père en 1932, elle déménage à Rome ou elle poursuit sa carrière d'actrice. Elle rencontre à nouveau le succès avec le film Fanny de Mario Almirante ou elle joue le rôle principal. La suite de sa carrière est faite de rôles secondaires, principalement dans les productions des réalisateurs Gennaro Righelli, Carlo Campogalliani et Domenico Gambino qui font régulièrement appel à elle. Sa célébrité déclinant, elle se retire finalement en 1942 et décède en 1993 à l'âge 83 ans.

## Filmographie

### Au cinéma
- 1926 : Les Derniers jours de Pompéi (Gli ultimi giorni di Pompei) de Carmine Gallone
- 1929 : Sole d'Alessandro Blasetti
- 1930 : Cortile de Carlo Campogalliani
- 1930 : La canzone dell'amore de Gennaro Righelli
- 1931 : Vele ammainate d'Anton Giulio Bragaglia
- 1931 : Medico per forza de Carlo Campogalliani
- 1931 : L'uomo dall'artiglio de Nunzio Malasomma
- 1931 : La stella del cinema de Mario Almirante
- 1932 : Pergolesi de Guido Brignone
- 1933 : Fanny de Mario Almirante
- 1934 : Il signore desidera? de Gennaro Righelli
- 1934 : La fanciulla dell'altro mondo de Gennaro Righelli
- 1934 : La Prisonnière des ténèbres (La cieca di Sorrento) de Nunzio Malasomma
- 1936 : Un colpo di vento de Carlo Felice Tavano
- 1936 : L'albero di Adamo de Mario Bonnard
- 1936 : Pensaci, Giacomino! de Gennaro Righelli
- 1938 : L'ultimo scugnizzo de Gennaro Righelli
- 1938 : L'albergo degli assenti de Raffaello Matarazzo
- 1939 : Lotte nell'ombra de Domenico Gambino
- 1939 : Il cavaliere di San Marco de Gennaro Righelli
- 1939 : Montevergine de Carlo Campogalliani
- 1939 : Traversata nera de Domenico Gambino
- 1939 : La mia canzone al vento de Gennaro Righelli
- 1939 : La notte delle beffe de Carlo Campogalliani
- 1940 : Cuori nella tormenta de Carlo Campogalliani
- 1942 : La pantera nera de Domenico Gambino

## Source
- Stefano Masi et Enrico Lancia (trad. de l'italien), Les seductrices du cinéma italien, Rome, Gremesse, 1996, 226 p. (ISBN 88-7301-075-X, lire en ligne), p. 32.